# في اماكن الصراع

## في اماكن الصراع (Cmnd 3888)
هي الورقة البيضاء لحكومة الولايات المتحدة كتبت عام 1969, وكانت قانون مقترح لفرض السيطرة في نقابات العمال في المملكة المتحدة, لكنه لم يرتبط بالقانون. عنوان الورقة هي تكرار لعنوان كتاب أنورين بيفان «في اماكن الخوف».
تم اقتراح الورقة بواسطة وزير الدولة لشؤون العمالة والإنتاجية وهي باربرا كاستل, بالرغم من وجود العديد من المقترحات وكانت هناك خطط لإجبار الاتحادات على الدعوة إلى إجراء اقتراع قبل تنظيم إضراب وإنشاء مجلس صناعي لإنفاذ التسويات في المنازعات الصناعية. حكومة حزب العمال التابعة لرئيس الوزراء هارولد ويلسون انقسمت بشأن المسألة. وقد تمت صياغة المقترحات سرا من قبل ويلسون وكاسل وسرعان ما ظهرت شعب داخل مجلس الوزراء عند تقديم المقترحات ،مع المعارضة بقيادة وزير الداخلية جيمس كالاهان. وتم التوصل في نهاية المطاف إلى تسوية مع مؤتمر نقابات العمال ،وبذلك أسقطت المقترحات.
على الرغم من أن الورقة نفسها لم تصدرعن أي تشريع ، إلا أنها كانت تؤثر في صياغة قانون النقابات العمالية وعلاقات العمل لعام 1974,الذي أصبح فيما بعد قانون (توطيد) علاقات النقابات العمالية والعمل لعام 1992 ،وقد ألغى روبرت كار قانون العلاقات الصناعية المثير للجدل لعام 1971.اشترط الورق الأبيض ألا يقوم اضراب إلا بعد أن يصبح الاقتراع النقابي فيما بعد مكونًا رئيسيًا لـ TULSA.
يمكن تنزيل نسخة من الورقة من الأرشيف الوطني.